# Перевязанная лептура
Перевязанная лептура (Stenurella bifasciata) — вид жуков-усачей из подсемейства усачиков (Lepturinae). Распространены в Европе (в том числе в России), на Кавказе, в Турции и Иране. Продолжительность жизни насекомых составляет два года. Личинки развиваются в древесине мёртвых деревьев лиственных пород. Взрослые насекомые вылетают с мая по сентябрь.

## Подвиды и вариететы
Выделяют 3 подвида Stenurella approximans; у номинативного подвида, в свою очередь, описано три вариетета:
- Stenurella bifasciata bifasciata (O. F. Müller, 1776)
  - Stenurella bifasciata bifasciata var. immaculata (Pic, 1889)
  - Stenurella bifasciata bifasciata var. lanceolata (Mulsant)
  - Stenurella bifasciata bifasciata var. nigriventris (Pic, 1891)
- Stenurella bifasciata limbiventris (Reitter, 1898)
- Stenurella bifasciata nigrosuturalis (Reitter, 1895)